# Como novio de pueblo
Como novio de pueblo (también llamada Like a Small Town Groom en inglés) es una película de comedia mexicana de 2019 dirigida por Joe Rendón.La película está protagonizada por José María de Tavira junto a Regina Blandón, con Martín Altomaro y Ricardo Polanco en papeles secundarios. Es una adaptación de la película española Primos de Daniel Sánchez Arévalo. La película se estrenó el 15 de marzo de 2019 por Warner Bros.

## Sinopsis
Después de ser plantado el día de su boda, Diego (José Ma. De Tavira) queda destrozado y pasa de vivir el mejor día de su vida a tener el peor momento de su existencia. Sus primos, Julián (Martín Altomaro) y Miguel (Ricardo Polanco), no permitirán que Diego caiga y lo sonsacan a un viaje para olvidar y divertirse en Puerto Vallarta, la playa donde vivieron juntos sus mejores veranos adolescentes. Ahí Diego se reencontrará con Martina (Regina Blandón), su primer amor. Más que un viaje de olvido, esta aventura se convertirá en un reencuentro con el pasado, la amistad perdida y el enfrentamiento de algunos miedos. Momentos que solamente pueden ser impulsados por la energía de ser primos.

## Reparto
- José María de Tavira como Diego
- Regina Blandón como Martina
- Ricardo Polanco como Miguel
- Martín Altomaro como Julián
- Damayanti Quintanar como Yolanda
- Marianna Burelli como Toña
- Emiliano Saiz y Madrid como Dani
- Víctor Huggo Martin como Bachi
- Alicia Jaziz como Clara
- Daniel Tovar como Andrés Barragán